# 教大言論自由關注組
教大言論自由關注組是香港教育大學關注學術自由及言論自由的組織，由時任學生會副會長許峰銘成立，以「寧鳴而死 不默而生」為宗旨，捍衛教大校園自由和表達意見的權利，反對政府連同校方箝制學術自由。

## 成立背景
香港的主權於1997年移交中國，鄧小平雖然曾聲稱香港實行一國兩制50年不變，但香港被指只是經過十多年時間，言論及選舉自由便不斷被收緊，所以校園內便有「2047年香港前途問題」的提出，探討一國兩制經過50年後香港的前景及政策調整，包括探討香港會否獨立等問題，但香港政府被批評遏制大眾討論香港前途的權利，為阻止討論有關香港獨立的議題向大學施壓，連在校內討論及在民主牆發表意見都不被容許。因此，香港教育大學的學生組成言論自由關注組，稱不畏政府對校方施加的壓力，支持自由表達意見及捍衛言論自由。

## 關注學術及言論自由
香港教育大學的學生在校內民主牆張貼支持討論香港獨立的意見，包括貼出「香港獨立」的標語，但校方單方面移除在民主牆展示的標語，被批評無視教大學生自治的精神。2017年9月7日，支持推行國民教育的香港教育局副局長蔡若蓮，其長子潘匡仁跳樓自殺身亡後，有學生在校內民主牆張貼「恭喜」標語，雖然標語有挖苦性質但沒有違反香港法律，但政府官方及親政府組織連日發表聲明譴責，當局被批評是利用教大的民主牆評論蔡若蓮的標語試圖收緊自由表達意見的權利。後來，教大校方翻查閉路電視追查張貼標語的學生，及後攝有張貼標語同學容貌的閉路電視錄像被電視台及報紙刊登，被批評此舉造成教大校園出現白色恐怖。

## 發起活動
為回應香港教育大學校方對言論自由的打壓，教大言論自由關注組在2017年11月18日，於教大校舍內舉行的香港教育大學畢業典禮發起抗議行動。教大言論自由關注組除發動不合作行動外，畢業生也作出抗議，其中畢業生之一，關注組成員許峰銘在畢業禮的台上展示「Hong Kong is not China」的標語，並高叫「捍衞港獨言論自由」的口號，抗議校方箝制言論自由。畢業禮結束後，許峰銘代表教大言論自由關注組接受大眾媒體採訪，指出行動是要對校方單方面移除民主牆有關香港獨立的意見進行抗議，同時譴責校方在學生張貼恭喜高官喪子標語後，用閉路電視追查張貼標語學生，組織認為學生有權利表達意見，校方的打壓行動可恥。
2018年8月，港鐵主席馬時亨涉嫌在沙中綫偷工減料醜聞失職，關注組聯同校內其他師生及職員組織發起聯署，促請馬時亨承擔責任及辭任校董會主席。